# 俄罗斯假新闻法
俄羅斯假新聞法是俄羅斯的一組聯邦法律，禁止傳播俄羅斯當局認為「不可靠」的信息，對此類傳播規定了懲罰措施，並允許俄罗斯联邦通信、信息技术和大众传媒监督局以法外方式阻止訪問發布此類信息的在線媒體。這些法律中最著名的是俄羅斯入侵烏克蘭期間頒佈的2022年3月4日第32-FZ號聯邦法律；該法的通過導致外國媒體大規模撤離俄羅斯並終止俄羅斯獨立媒體的活動。

## 2019年假新聞法
2019年3月18日，俄罗斯总统弗拉基米尔·普京簽署了第31-FZ號聯邦法律，允許俄罗斯联邦通信、信息技术和大众传媒监督局阻止訪問任何洩露「不可靠信息」的在線媒體。同一天，普京簽署了第27-FZ號聯邦法律，規定對發佈「不可靠信息」的自然人和法人處以行政罰款。

## 2019年不尊重當局法
2019年3月18日，普京签署了第28-FZ號聯邦法律，根據該法，如果有人在网上对国家、当局、公众、俄罗斯国旗或宪法做出不尊重行為，則將被处以罚款或最多15天的监禁。在重複犯罪的情況下，第30-FZ號法律還允許俄罗斯联邦通信、信息技术和大众传媒监督局要求刪除此類「不尊重的言論」。

## 2020年COVID-19假新聞法
2020年4月1日，普京簽署了第99-FZ和第100-FZ號聯邦法律，規定對傳播有關威脅公民生命和健康、緊急情況和確保安全措施的不可靠信息（包括流行病、自然和技術災難）進行行政和刑事處罰。這些法律旨在使對COVID-19的性質和抗擊流行病措施的合理性的任何懷疑成為非法。 

## 2022年建立戰爭審查制度和禁止反戰言論和呼籲制裁的法律
2022年3月4日，在俄羅斯入侵烏克蘭的背景下普京簽署了第31-FZ號和第32-FZ號聯邦法律，規定传播有關俄罗斯联邦武装部队的虚假信息的人要負刑事责任，最高刑罚是15年监禁。

### 影響
由于这项法案，许多俄罗斯媒体不再报道有關俄罗斯入侵乌克兰的新聞。而非俄羅斯媒體如彭博社、CNN 、CBS、ABC、 BBC新闻、西班牙新聞机构EFE則撤出俄羅斯。

### 相似的白俄羅斯法律
在六个月前的2021年12月14日，白俄羅斯總統亞歷山大·盧卡申科簽署了修訂白俄羅斯刑法第361條的第133-Z號法律。這些修正案將要求制裁白俄羅斯、白俄羅斯法人和自然人的呼籲定為刑事犯罪，並規定對此類呼籲最高可判處6年監禁。 向外國發出電話和傳播此類電話可判處3年至10年監禁。使用媒體或互聯網發出的相同電話將被處以4年至12年的刑期。 該法案是在白俄羅斯持續政治危機的背景下通過的。

## 另見
- 2021-2022 年俄乌危机中的虚假信息
- 俄罗斯联邦通信、信息技术和大众传媒监督局